# Сабелла, Сальваторе
Сальваторе Сабелла (итал. Salvatore Sabella; 7 июля 1891, Кастелламмаре-дель-Гольфо — 1962, Филадельфия, Пенсильвания) — американский гангстер и криминальный авторитет итальянского происхождения, глава мафиозной семьи Филадельфии в 1920-х годах.

## Биография
Сабелла родился в Кастелламмаре-дель-Гольфо (Сицилия) и был учеником мясника. В 1905 году, устав от вспышек насилия мясника, 14-летний Сальваторе убил его. В 1908 году Сабелла был признан виновным в убийстве мясника и отправлен в тюрьму в Милане на три года. В какой-то момент, либо в тюрьме, либо после освобождения, Сабелла связался с сицилийской мафией. После освобождения Сабелла эмигрировал в США как нелегальный иммигрант. В 1912 году Сабелла прибыл в Бруклин (штат Нью-Йорк) и присоединился к нью-йоркской семье д'Аквилло, в которую входили многие выходцы из Кастелламмаре-дель-Гольфо. Наставником начинающего гангстера стал мафиози Джузеппе Трайна.
В 1919 году Сабеллу был направлен в Филадельфию для создания в городе сицилийской преступной организации. В качестве прикрытия Сабелла открыл бизнес по производству оливкового масла и сыра, а также кафе безалкогольных напитков. Однако его настоящим занятием было создание преступной организации и защита её операций от других преступников. Сабелла из всей организации выделил и стал обучать управлять семьей будущих боссов мафии Джона «Наццоне» Авена и Анджело Бруно. В 1925 году Сабеллу подозревали в убийстве конкурирующего мафиози Лео Ланцетти. 30 мая 1927 года на улице были застрелены два мятежных члена филадельфийской организации, Винсент Кокоза и Джозеф Занги. Брат последнего Энтони предоставил полиции достаточно доказательств, чтобы предъявить Сабелле обвинение в их убийствах. В результате Сальваторе оправдали, но власти обнаружили, что он был нелегалом. К концу 1927 года Сабеллу депортировали на Сицилию, что не помешало ему вернуться в США уже в 1929 году. На время отсутствия босса его обязанности исполнял Авен.
После депортации Сабеллы в Нью-Йорке разразилась Кастелламмарская война между кастелламарской фракцией, возглавляемой традиционным боссом мафии Сальваторе Маранцано, и преимущественно неаполитанской фракцией во главе с Джо Массерия. Война продолжалась чуть больше года и за это время было убито в Нью-Йорке и за его пределами по разным данным от 50 до 60 человек. Как кастелламарский иммигрант, Сабелла был в союзе с Маранцано, поэтому он временно перебрался в Нью-Йорк с девятью боевиками, чтобы сражаться за Маранцано. 15 апреля 1931 года война закончилась убийством Массерии. В это время Сабелла вернулся в Филадельфию и вернул контроль над семьей в свои руки.
В 1931 году Сабелла был арестован за нападение и за то что сбил человека автомобилем. В том же году, в возрасте 40 лет, Сабелла ушёл из организованной преступности и навсегда передал контроль над семьей Авену. Причина ухода Сабеллы неясна; возможно, убийство Маранцано в сентябре 1931 года побудило его уйти ради собственной безопасности.
Сообщается, что Сабелла переехал в Норристаун (штат Пенсильвания), где много лет работал мясником. В 1962 году Сальваторе Сабелла умер естественной смертью.